# Max Arsava
Max Arsava (* 1995 in Weilheim in Oberbayern) ist ein deutscher Jazzmusiker (Piano, Synthesizer, Keyboards, Komposition), der auch im Bereich der Neuen Improvisationsmusik und elektroakustischen Musik arbeitet.

## Leben und Wirken
Arsava erhielt als Kind klassischen Klavierunterricht. Sein Interesse an Jazz und Improvisation wurden durch die Bigband des Weilheimer Gymnasiums, aber auch einheimische Musiker wie Johannes Enders, Max Frankl oder The Notwist geweckt. Bis 2018 studierte er an der Hochschule für Musik Würzburg bei Bernhard Pichl, um seine Ausbildung dann im Masterstudiengang an der Hochschule für Musik Franz Liszt Weimar bei Achim Kaufmann fortzusetzen.
Arsava bildete mit Nick Heß, Simon Schellhorn und Robert Nemec die Jazzrock-Band Cubus Maximus, die 2016 ihr Album First Liv(f)e veröffentlichte. 2019 war er mit der Weilheimer FPS Bigband auf Deutschland-Tournee. Im Quartett Axis mit der Sängerin Sarah Buchner, dem Saxophonisten Sebastian Wagner und dem Schlagzeuger Jonas Sorgenfrei interpretierte er auf dem Jazzfestival Würzburg 2019 die Musik von Jimi Hendrix. Sein Soloalbum Inert Concaves erschien 2021 bei Label 11. 2023 legte er im Trio werken mit Sarah Buchner und dem Klarinettisten Sebastian Langer das Album kollektive verkabelung vor. Sein im selben Jahr veröffentlichtes Quintett-Debüt Nowhere Dense erhielt international gute Kritiken. Konzerte führten ihn außer nach Mitteleuropa auch nach Dänemark, Frankreich, England und in die USA. Weiterhin trat er mit Bill Elgart, Alex Bayer und in der Band von Max Koch auf.

## Preise und Auszeichnungen
Arsava wurde mit dem „Preis für junge Kultur“ der Stadt Würzburg 2017, dem Solistenpreis der Hochschule für Musik Würzburg 2018 und dem Steinway Jazz Piano Preis Frankfurt 2019 ausgezeichnet. Mit Axis gewann er den Jazzwettbewerb der HfM Würzburg.

## Diskographische Hinweise
- Inert Concaves (Label 11 2021)
- Max Koch: Ten Bulls (Jazzwerkstatt 2023, mit Max Hirth, Stephan Deller, Bill Elgart)
- werken: kollektive verkabelung (creative sources recordings 2023)
- Nowhere Dense (Aut Records 2023, mit Max Hirth, Ignaz Schick, Alex Bayer, Flo Fischer)